# 中津川市立福岡小学校
中津川市立福岡小学校（なかつがわしりつ ふくおかしょうがっこう）とは、岐阜県中津川市にある公立小学校。
2023年4月、中津川市の福岡地区の小学校を統合し開校。ここでは2023年3月までの福岡小学校を〈旧〉中津川市立福岡小学校と記述する。
中津川市立福岡中学校に隣接し、福岡中学校と福岡小学校をあわせて「曙学園」と称する。曙学園の名称は、1950年に福岡村立福岡中学校の校長が福岡中学校の通称として名付けたものであり、元は福岡村農業公民学校（1943年開校）の学校の所在地（現在の福岡小学校、福岡中学校の所在地）の通称を「曙」としたことからである。

## 就学区域
- 福岡地区[1]

尚、〈旧〉福岡小学校の就学区域は、福岡地区のうち、野尻、山ノ田、小池、上之平、植苗木、長根、長根住宅、宮下、中組二、中組三、栄町、夏焼、田之尻、松尾、高之巣、八布施、柏原、新田であった。

## 概要
- 校舎は福岡中学校に隣接する福岡郷土資料館、福岡民俗資料館を取り壊した跡地[2]、及び曙松林公園（岐阜県立中津高等学校福岡分校跡地）の一部に建設されることになる。2023年3月に竣工予定であったが、原材料不足と資材の高騰、部材の製作工場や現場の人手不足もあり、工事は大幅に遅れてしまい、開校予定の2023年4月には間に合わないことが判明。福岡小学校は新校舎完成までは〈旧〉福岡小学校校舎を使用し、教室不足は会議室などの改修で補うこととなった[3]。新校舎は2023年7月7日完成。7月29日に完成式が行われ、2023年8月28日から授業がが開始された[4][5][6]。

## 沿革

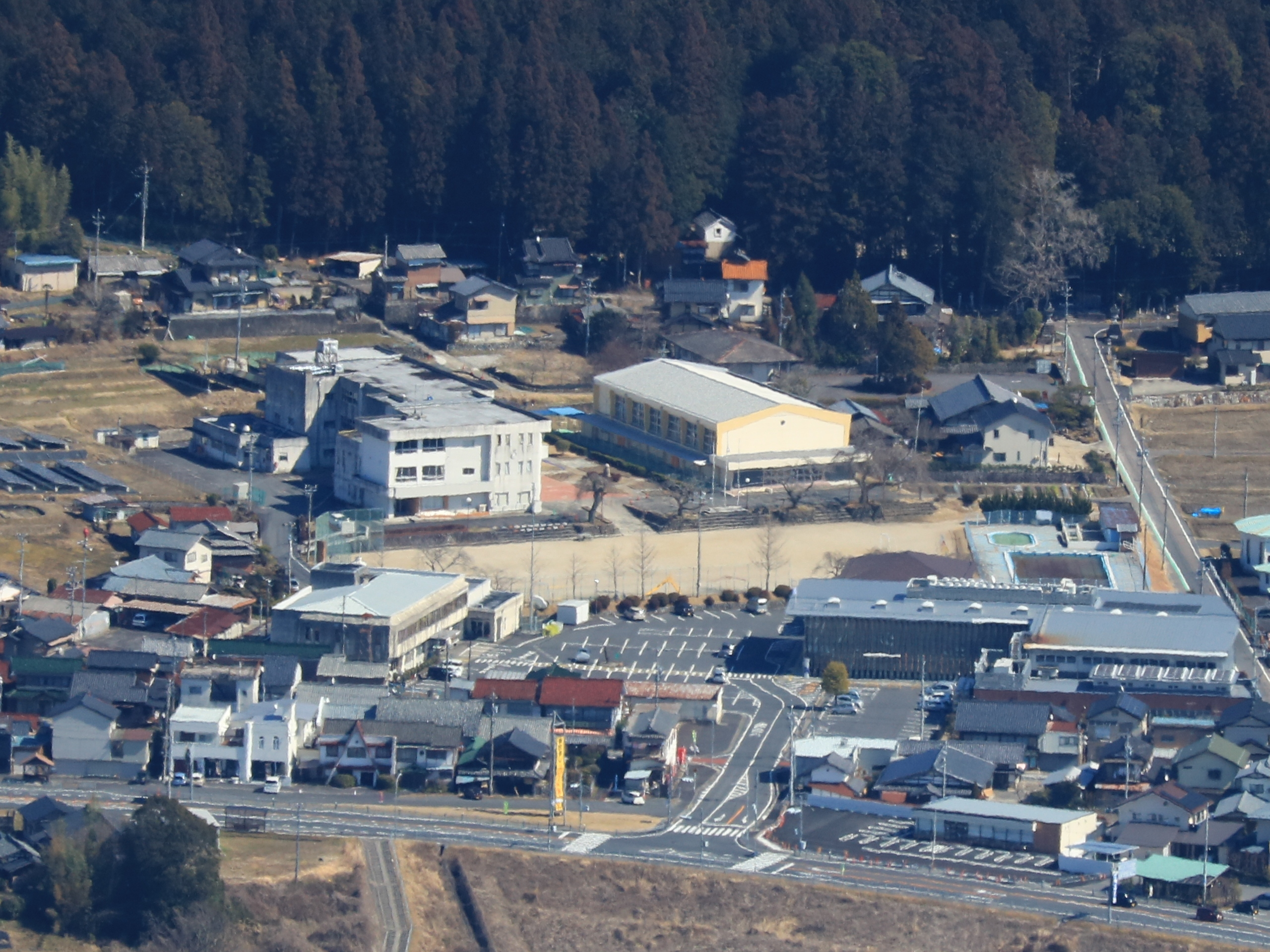
岐阜県中津川市福岡737に存在した旧・福岡小学校（2023年7月20日までは福岡小学校仮校舎）

### 〈旧〉福岡小学校
- 1873年（明治6年） - 
  - 育成学校が開校。榊山神社を仮校舎とする。
  - 八布施学校が開校[注釈 1]。
- 1881年（明治14年） - 育成学校が福岡学校に改称する。
- 1886年（明治19年） - 
  - 福岡学校が福岡尋常簡易科小学校、八布施学校が八布施簡易科小学校に、それぞれ改称する。
  - 福岡尋常簡易科小学校新田分教場を開設。
- 1889年（明治22年）7月1日 - 福岡村、高山村、田瀬村が合併し、福岡村が発足。
- 1892年（明治25年） - 福岡尋常小学校が福岡尋常高等小学校、八布施簡易科小学校が八布施尋常小学校に、それぞれ改称する。
- 1908年（明治41年） - 福岡尋常高等小学校が八布施尋常小学校を統合する。
- 1909年（明治42年） - 校舎を新築し、移転（現・岐阜県中津川市福岡737）。
- 1941年（昭和16年） - 福岡国民学校に改称する。
- 1947年（昭和22年） - 福岡村立福岡小学校に改称する。新田分教場が新田分校に改称する。
- 1955年（昭和30年） - 新田分校が独立し、福岡村立福岡西小学校となる。
- 1966年（昭和41年）4月1日 - 町制施行により福岡町となる。同時に、福岡町立福岡小学校に改称する。
- 1979年（昭和54年） - 福岡西小学校を統合する。
- 1981年（昭和56年） - 新校舎（鉄筋コンクリート造）が完成。
- 1987年（昭和62年） - 校舎を増築。
- 2005年（平成17年）2月13日 - 中津川市が恵那郡坂下町、川上村、加子母村、付知町、福岡町、蛭川村、ならびに長野県木曽郡山口村を編入。同時に〈旧〉中津川市立福岡小学校に改称する。
- 2023年（令和5年）
  - 3月19日 - 閉校式を行う。
  - 3月31日 - 廃校。

### 福岡小学校
- 2023年（令和5年）
  - 4月1日 - 〈旧〉福岡小学校、下野小学校、高山小学校を統合し、新たな中津川市立福岡小学校として開校。校舎未完成のため、〈旧〉福岡小学校の校舎を仮校舎とする。
  - 4月5日 - 仮校舎の改築工事が完了する。
  - 4月7日 - 開校式を行なう。
  - 7月29日 - 新校舎が完成し、完成式を行なう[5][7]。
  - 8月28日 - 新校舎に移転。入校式を行なう[6]。